# Bílovice nad Svitavou
Bílovice nad Svitavou (deutsch Bilowitz, früher Billowitz) ist eine Gemeinde in Tschechien. Sie liegt acht Kilometer nordöstlich des Stadtzentrums von Brno an dessen Stadtgrenze und gehört zum Okres Brno-venkov.

## Geographie
Bílovice nad Svitavou befindet sich im Südwesten des Drahaner Berglandes im Tal der Svitava. Das von bewaldeten Hügeln umgebene Dorf liegt südlich des Mährischen Karst in einem Kessel im Mündungsgebiet der Bäche Praskavice, Časnýř, Kuní potok und Melatín. Südlich erhebt sich der Hády (424 m) und westlich die Ostrá horka (Stromberg, 404 m).
Nachbarorte sind Adamov, Ptačinek und Babice nad Svitavou im Norden, Řícmanice im Nordosten, Obce, Ochoz u Brna und Horní Mlýn im Osten, Mokrá-Horákov im Südosten, Líšeň und Maloměřice im Süden, Obřany und Brno-sever im Südwesten, Sadová und Soběšice im Westen sowie Ořešín und Útěchov im Nordwesten.

## Geschichte

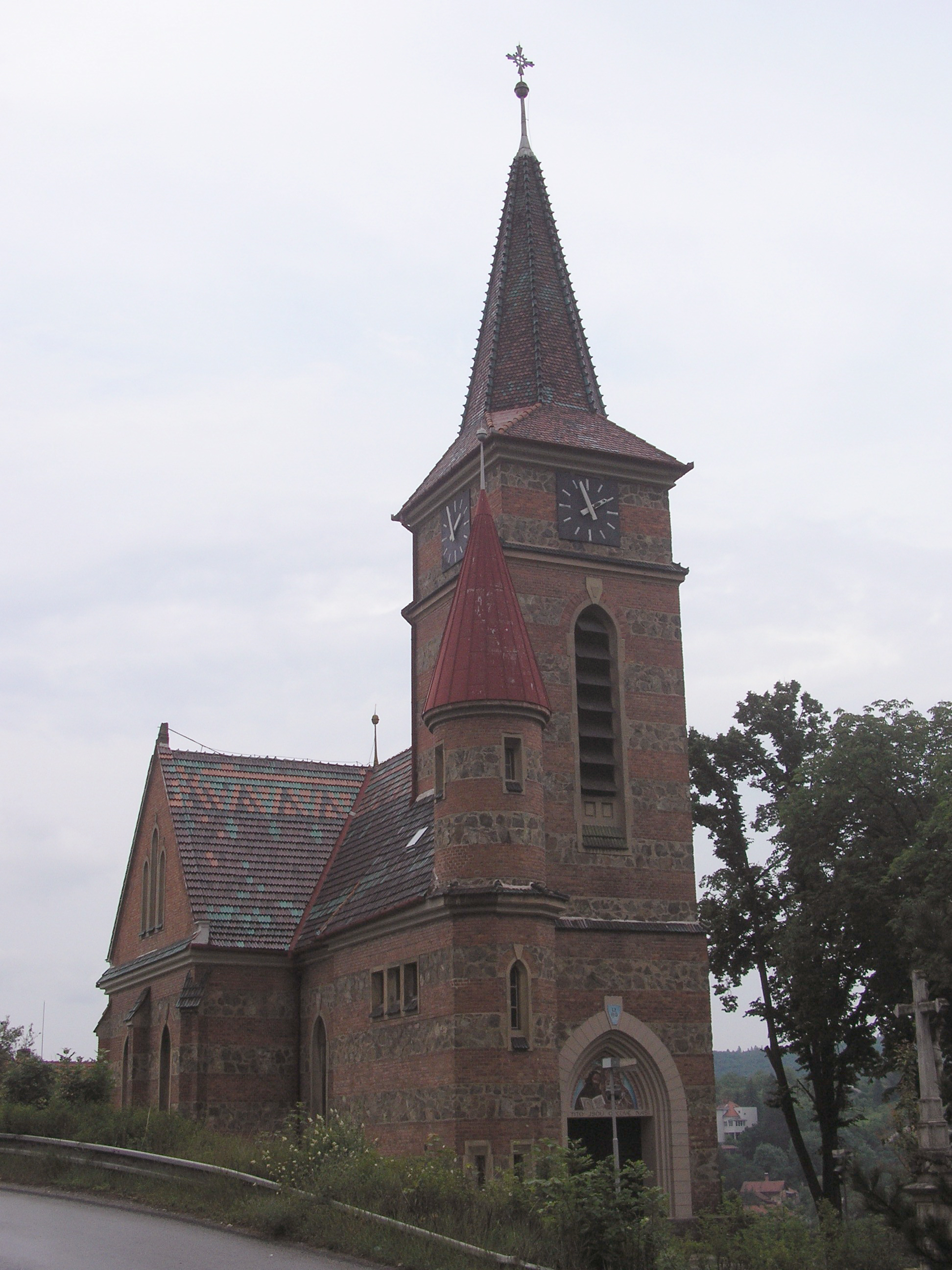
Kirche des hl. Kyrill und Method

Bílovice wurde anhand archäologischer Funde im 11. Jahrhundert gegründet. Die erste schriftliche Erwähnung des Ortes erfolgte im Jahre 1498 als Besitz des Jan Bílovský von Vrbětín. In den Jahren 1843 bis 1848 erfolgte der Bau der Bahnstrecke Česká Třebová–Brno.
Nach der Aufhebung der Patrimonialherrschaften bildete Bilovice/Billowitz ab 1850 eine politische Gemeinde in der Bezirkshauptmannschaft Brünn. Seit dem Ende des 19. Jahrhunderts findet der Ortsname Bílovice Verwendung. 1921 wurde Bílovice dem Okres Brno-venkov zugeordnet und seit 1925 führt die Gemeinde den amtlichen Namenszusatz nad Svitavou. Zwischen 1948 und 1960 war Bílovice nad Svitavou Teil des Okres Brno-okolí und seit 1961 gehört das Dorf wieder zum Brno-venkov. Seit 1998 führt die Gemeinde ein Wappen und Banner.

## Gemeindegliederung
Für die Gemeinde Bílovice nad Svitavou sind keine Ortsteile ausgewiesen. Zu Bílovice nad Svitavou gehört die Einschicht Resselová hájovna.

## Sehenswürdigkeiten

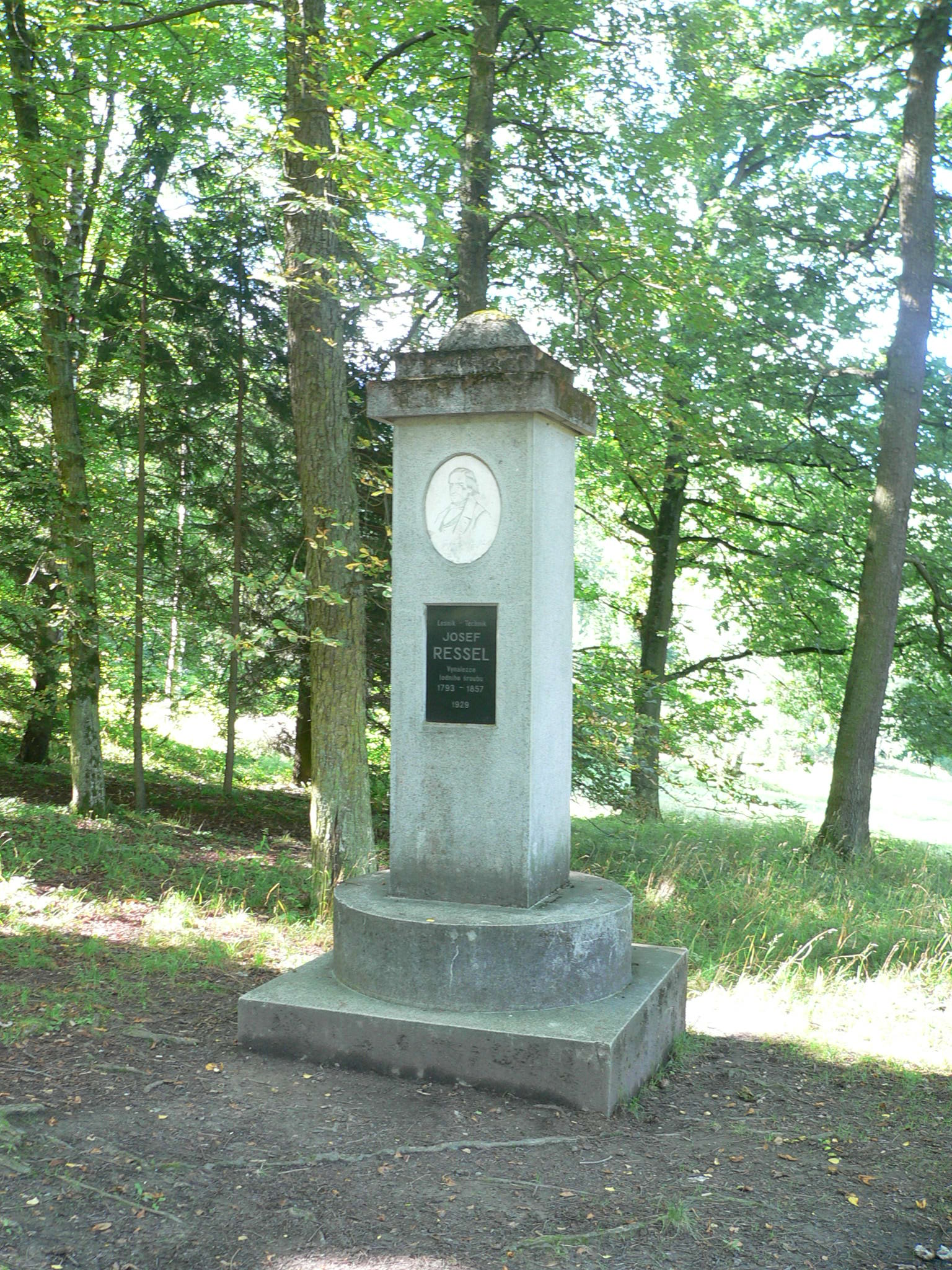
Resseldenkmal am Zadní hády

- Kirche des hl. Kyrill und Method, erbaut von Antonín Blažek zwischen 1908 und 1913 im neugotischen Stil mit Art-Nouveau-Elementen, 34 m hohem Pyramidenturm und Dach mit buntglasierten Keramikziegeln. Nach Kriegsschäden erfolgte eine gründliche Restaurierung 2005.
- Kapelle
- Naturreservat Zadní Hády, östlich des Ortes am Hegerhaus Resselová hájovna
- Naturschutzgebiet Kněžnice, nördlich des Dorfes
- Reste der Burg Obřany, über dem Tal Těsnohlídkovo údolí südlich des Ortes
- Leoš Janáček-Quelle, am Kuní potok
- Denkmal für Josef Konšel
- Arboretum, auf einer Lichtung nördlich des Ortes
- Havelka-Ziegler-Denkmal, im Wald nordwestlich von Bílovice
- Resseldenkmal, südöstlich am Hegerhaus Resselová hájovna
- Gedenktafel für Rudolf Těsnohlídek im Tal Těsnohlídkovo údolí südlich des Ortes